# Бэйганский международный музыкальный фестиваль

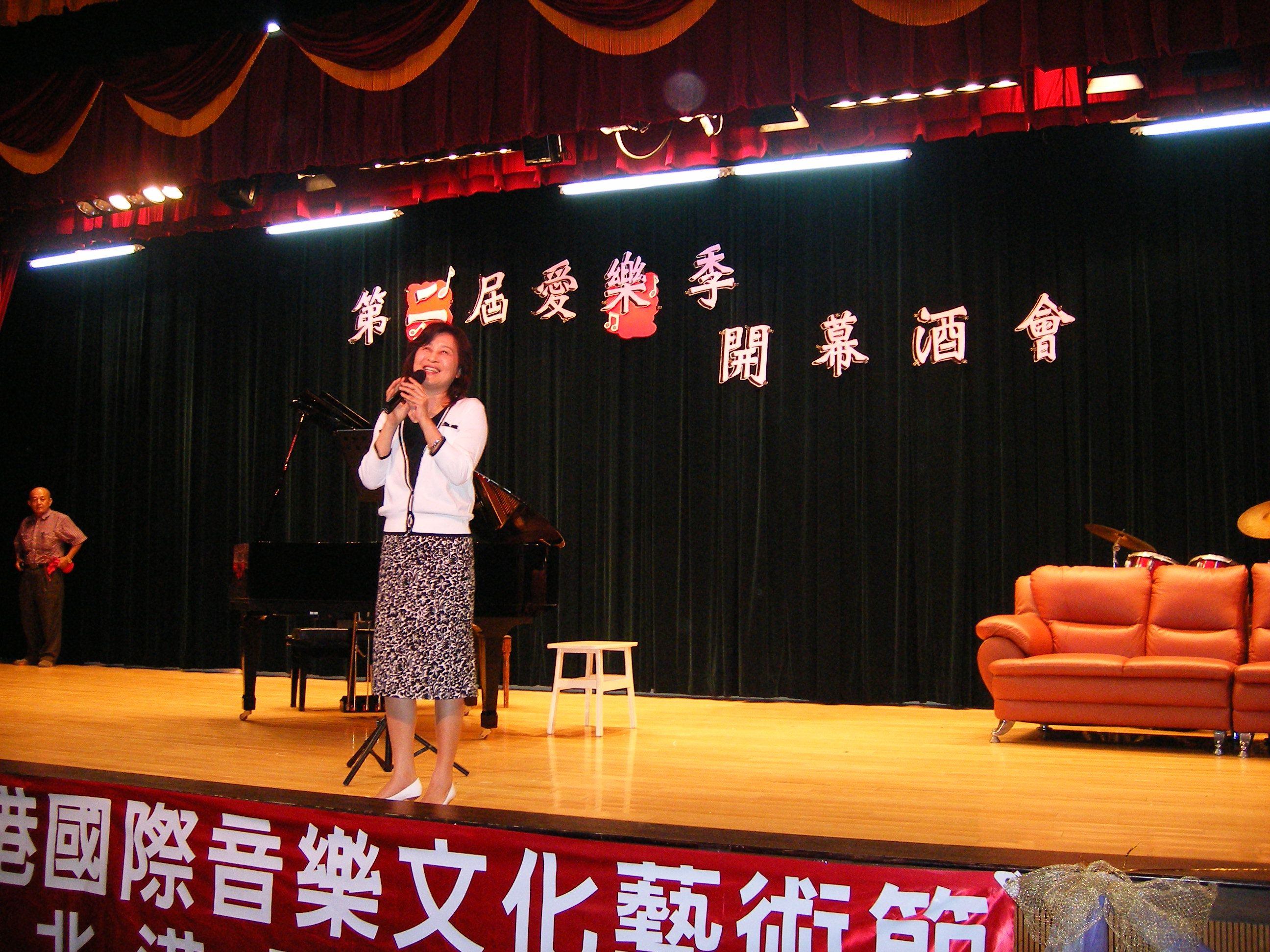
Речь губернатора на открытии в 2006 году

Бэйганский международный музыкальный фестиваль является проектом Филармонического общества города Бэйган, что находится в уезде Юньлинь на Тайване.
С момента своего рождения в 2006 году, фестиваль год от года растёт и успешно развивается. Находясь самым значительным музыкальным фестивалем уезда Юньлинь, фестиваль включает в себя серию концертов (в основном духовой музыки: соло, камерная музыка и духовые ансамбли) и педагогическую часть, проводимую в сотрудничестве с Консерваторией Цзя-Ху. В дополнение к этому, в программу фестиваля входит межнациональная программа, содействующая привлечению музыкантов из разных стран мира. Художественным руководителем фестиваля является пианист Хайнц Чэнь.

## Бэйган
Бэйган известен находящимся в нём храме Чаотянь, который является важнейшим святилищем богини Мацзу. Так как оживление культурной жизни Бэйгана приходится на сезон религиозного паломничества, Филармоническое общество Бэйгана поставило своей задачей оживление музыкальной жизни города в рамках исполнительского искусства и педагогической деятельности, чему служит ежегодная организация музыкального фестиваля.

## История
Первый Бэйганский фестиваль был организован в 2005 году вышеупомянутым Филармоническим обществом. Концертные выступления фестиваля проходили с участием духового оркестра и студентов Консерватории Цзя-Ху (Бэйган). В 2006 году художественным руководителем фестиваля был назначен Хайнц Чэнь, целью которого стало выведение фестиваля на международный уровень. С этого момента фестиваль пользуется неизменной популярностью как среди посетителей, средств массовой информации, так и среди местных органов власти. В 2007 году фестиваль посетил ректор Детмолдской высшей музыкальной школы (Hochschule fur Musik Detmold) профессор Мартин Кристиан Фогель (Martin Christian Vogel).

## Концепция
Основная часть концертов фестиваля проводится в Бэйгане, но кроме этого также организуются выступления в городах Доулю и Синьин. Особой популярностью среди зрителей фестиваля пользовались концерты под открытым небом и музыкальные вечера в местных ресторанах и клубах.
Организаторы фестиваля стремятся к активному межкультурному обмену опытом между музыкантами из разных стран. Одной из задач фестиваля является привлечение к разным жанрам музыки детей и всех заинтересованных в том лиц.
Специально для этого назначения в содействии с фестивалем организуются мастер-классы, в которых участники фестиваля делятся своим опытом с местными студентами. Так как главной целью организаторов стоит ознакомление с музыкой и привлечение как можно большего числа людей, все концерты и мастер-классы являются бесплатными.

## Спонсоры
Фестиваль поддерживается городскими властями Бэйгана, уездом Юньлинь и культурным отделом государственного правительства в Тайбэе. Главными финансовыми спонсорами являются такие музыкальные бренды как Юпитер Бэнд Инструмэнтс и Кавай, храм Чаотянь, местные компании и частные лица. В 2009 году в числе спонсоров фестиваля была Академия им. Сибелиуса (Хельсинки).

## Медиа и СМИ
Репортажи и статьи, посвящённые Бэйганскому фестивалю появляются ежегодно как в региональных, так и национальных газетах и других средствах массовой информации. Также фестиваль был отмечен в немецкой прессе.

## Филармоническое общество Бэйгана
Филармоническое общество Бэйгана является главным организатором Бэйганского международного музыкального фестиваля. Все члены общества работают на добровольных началах.